# St. Johannes (Rudisleben)

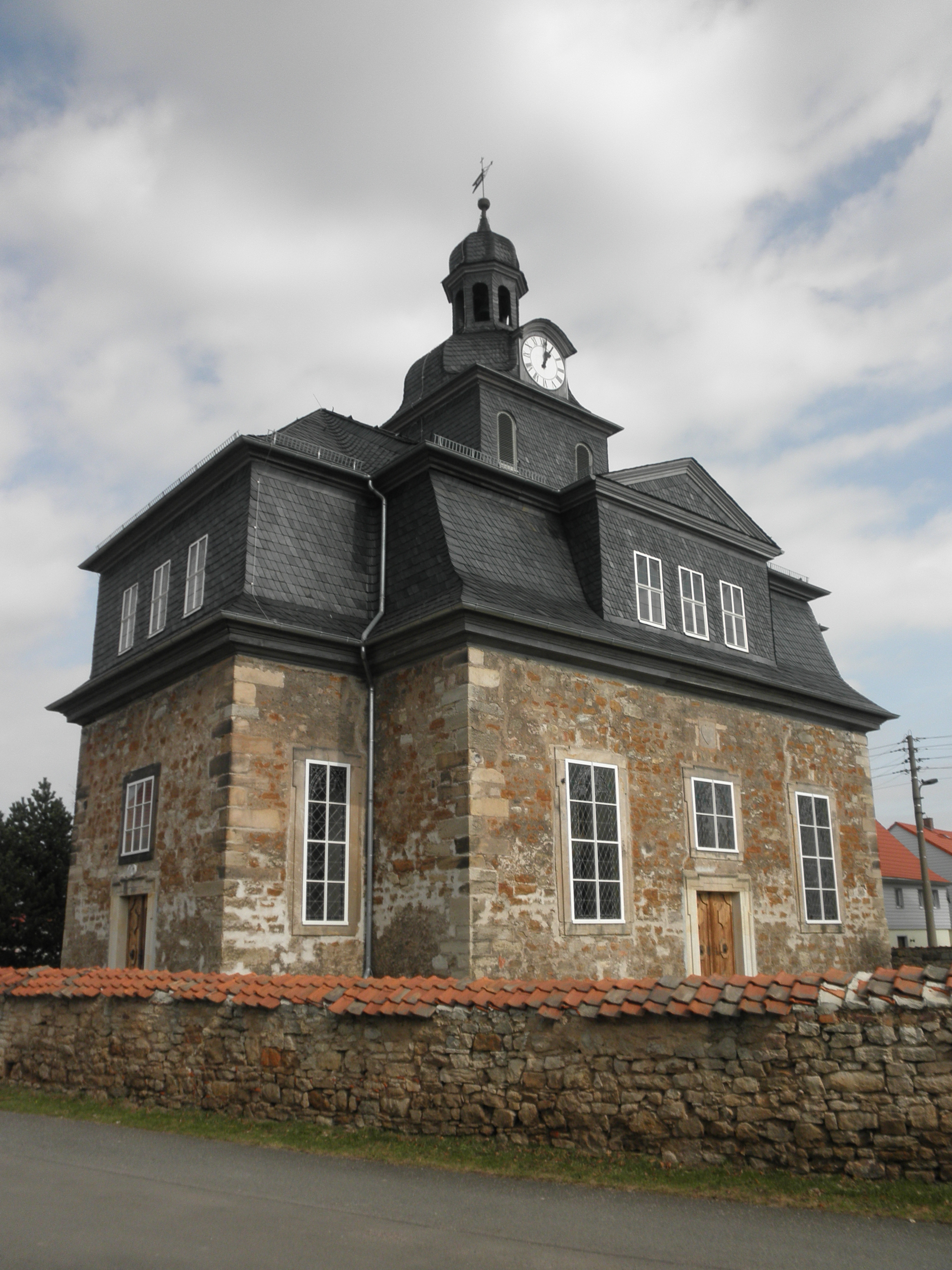
Rudisleben, St. Johannes

Die evangelische Dorfkirche St. Johannes steht im ländlich geprägten Teil des größten Ortsteils Rudisleben der Stadt Arnstadt im Ilm-Kreis in Thüringen. Sie gehört zur Evangelisch-Lutherischen Kirchgemeinde Arnstadt im Kirchenkreis Arnstadt-Ilmenau der Evangelischen Kirche in Mitteldeutschland.

## Geschichte
Am 18. Dezember 1732 wurde die Dorfkirche geweiht, nachdem die Vorgängerin im Februar 1730 neben 29 Bauernhäusern und der Schule einem verheerenden Feuer zum Opfer fiel.
Die 2012 zum 280. Geburtstag der Kirche überbrachten Spenden sind für die Sanierung  und Restaurierung von Dach, Fenstern, Treppen, Elektroanlage und hölzernem Glockenhaus bestimmt.